# Time Warped
Time Warped ist eine geschichtliche Satire-Fernsehserie, die von den späteren South-Park-Machern im Jahre 1995 erstellt wurde, aber nie ausgestrahlt wurde. Die Serie besteht aus zwei Episoden – einem Musical über Aaron und Moses und einer Liebesgeschichte zwischen einem Homo erectus und einem Australopithecus.

## Entstehung
Nachdem Brian Graden vom Fernsehsender Fox Cannibal! The Musical gesehen hatte, wollte er, dass Matt Stone und Trey Parker eine ähnliche Fernsehserie für Fox auf wöchentlicher Basis machten. Also machte Trey Parker Time Warped. Diese Serie hatte viele Schauspieler, die auch bei Cannibal! The Musical mitspielten, wie z. B. Dian Bachar, Jason McHugh und Toddy Walters. Nachdem die erste Episode fertiggestellt worden war, dachte Brian Graden, dass Time Warped eher etwas für Fox Kids wäre. Nachdem sie eine kinderfreundliche Episode gemacht hatten, verzichtete FOX-Kids darauf aber.

## Handlungsablauf

### Episode 1: Aaron
Chet Martin führt in die Geschichte ein, indem er über den Neid zwischen Geschwistern spricht. Dann kommen wir zur eigentlichen Story: Aaron reitet auf einem Kamel durch die Wüste und singt, wie froh er ist, dass Gott ihn ausgewählt hat, seine Botschaft an den Pharao zu überreichen. Nachdem er sein Lied fertig gesungen hat, sieht er, dass sein Bruder Moses durch die Wüste rennt, um Aaron zu erzählen, wie er mit Gott durch einen brennenden Busch gesprochen darüber geredet hatte, dass er ihn dazu auserwählt hatte, zum Pharao zu sprechen und Aaron mitzunehmen. Aaron, der glaubt, dass er der Botschafter sein sollte, fragt Moses, wie sie dem Pharao beweisen sollten, dass er zu Gott gesprochen hatte. Moses antwortet mit einem Stock, den er auf den Boden wirft, der sich in eine Schlange verwandelt. Aaron ist damit einverstanden und sie ziehen los, um den Pharao zu sprechen. Beim Pharao erzählt Aaron, der bessere Redner dem Pharao über die Begegnung Moses’ mit Gott, er lässt aber aus, dass Moses ihn über einen Busch sprach. Als der Pharao nach Beweisen fragt, sagt Aaron zu Moses, er soll den Stock herausholen. Moses erzählt ihm aber, dass er den Stock vergessen hatte, und versucht den Pharao mit Zaubertricks zu überzeugen. Sie werden sogleich herausgeworfen und sehen, dass die Sklaven verärgert sind, weil sie wegen Moses und Aaron doppelt so viel Arbeit machen müssen. Moses sagt Aaron, er soll mit ihnen reden. Als Aaron versucht zu ihnen zu sprechen, bewerfen die Sklaven ihn mit Steinen. Moses wird von Gott aufgefordert, erneut zum Pharao zu gehen und ihm über die Plagen erzählen, die über Ägypten heranfallen werden, falls die Sklaven nicht befreit werden. Nachdem der Pharao ihn aber nach der Form Gottes fragt, sagt Aaron dem Pharao, Gott wäre ein Busch. Aaron und Moses werden wieder herausgeworfen. Daraufhin singt Aaron ein Lied, in dem er Gott fragt, warum er so einen Idioten wie Moses als Botschafter auserwählt hatte.
Als Ägypten mit der Plage zu kämpfen hat, sprechen Moses und Aaron erneut zum Pharao. Die Frau des Pharaos bittet darum, dass er auf sie hören soll, was er auch tut und der Pharao sagt Moses, dass er Gott erzählen soll, dass er aufgibt. Nachdem Moses und Aaron weg sind, hört die Plage auf. Als die zwei den Leuten sagen, dass sie erfolgreich waren, fragt einer wohin sie jetzt gehen sollen, wo sie jetzt frei sind. Moses hat keine Ahnung und zieht los, Gott zu fragen, was dazu führt, dass Aaron wieder gesteinigt wird. In der Zwischenzeit sagt der Pharao seiner Frau, dass er seine Meinung geändert hat. Aaron findet Moses und der Busch erzählt dann Moses, dass das erstgeborene Kind von jedem in Ägypten (auch vom Pharao) sterben wird, falls sie die Sklaven nicht befreien. Moses bittet Aaron ein Marshmallow an, das er in Buschfeuer gebraten hat. Aaron erzählt dem Pharao dann, dass jeder Erstgeborene in Ägypten sterben wird und geht einfach wütend raus. Draußen fragt Moses, was los wäre und Aaron sagt, dass er es satthat, wie unfair er behandelt wird. Nun ist Moses auf sich alleine gestellt.
Als Ägypten wieder in einer Plage ist, versucht Moses alleine zum Pharao zu sprechen (Aaron schaut ihm dabei zu), und scheitert kläglich. Nachdem der Pharao darüber singt, um wie viel besser er ist im Gegensatz zu all den anderen Leuten, bemerkt Aaron, dass es niemanden gibt, der Mächtiger ist, als Gott. Aaron geht nach vorne zum Pharao und sagt ihm seine Meinung. Letztendlich lässt der Pharao die Sklaven wieder frei. Die Sklaven und einige von den Wächtern des Pharaos gehen auf die Reise zur Erlösung.
Am Ende der Episode erzählt Aaron Moses, dass Moses adoptiert worden ist, Moses glaubt aber, das wäre nur ein Witz gewesen.